# Southern League (hockey su ghiaccio)
La Southern League fu una lega inglese di hockey su ghiaccio attiva in Inghilterra dal 1970, anno della sua fondazione come controparte della scozzese Northern League.  Nel 1978 fu rimpiazzata dalla English League North e dalla English League South.
Nel 1976-77 ci fu anche una lega "B" e per diverse stagioni si giocò anche una lega giovanile.

## Albo d'oro
- 1970-71: Sussex Senators
- 1971-72: Sussex Senators
- 1972-73: Altrincham Aces
- 1973-74: Streatham Redskins
- 1974-75: Streatham Redskins
- 1975-76: Streatham Redskins
- 1976-77: Streatham Redskins
- 1977-78: Solihull Barons